# Bulnesia
- Commons
- Wikispecies

Bulnesia é um género botânico pertencente à família Zygophyllaceae.

## Espécies
- Bulnesia arborea (Jacq.) Engl.
- Bulnesia bonariensis Griseb.
- Bulnesia carrapo Killip & Dugand
- Bulnesia chilensis Gay
- Bulnesia foliosa Griseb.
- Bulnesia loraniensis Griseb.
- Bulnesia macrocarpa Phil.
- Bulnesia rivas-martinezii G.Navarro
- Bulnesia retama (Gillies ex Hook. & Arn.) Griseb
- Bulnesia sarmientoi Lorentz ex Griseb.
- Bulnesia schickendantzii Hieron.